# Dun Echt Observatory
Das Dun Echt Observatory (deutsch Dun-Echt-Observatorium) war ein Observatorium in Dunecht, Aberdeenshire. Es wurde betrieben von 1872 bis 1892 als die Ausrüstung für das neue königliche Observatorium in Edinburgh verwendet wurde.

## Geschichte
In 1872 errichtete David Gill im Auftrag von James Lindsay, 26. Earl of Crawford und seinem Vater Alexander Lindsay, 25th Earl of Crawford in Dunecht House das Dun Echt Observatory (an einigen Stellen auch Lord Crawford's Observatory genannt).
Gill leitete das Observatorium bis 1876, als er eine Reise unternahm zur Insel Ascension für astronomische Studien. Dort wurde er über seine Ernennung als Her Majesty’s Astronomer an das königlichen Observatorium am Kap der Guten Hoffnung informiert.
Auf Gill folgte Ralph Copeland als leitender Astronom. Copeland behielt diese Position inne bis James Lindsay alle Instrumente und die gesamte Bibliothek an Astronomischer Literatur der Universität von Edinburgh spendete mit der Bedingung, dass das dortige Observatorium erhalten bliebe. Copeland wurde zum königlichen Astronomen von Schottland ernannt und Professor in Astronomie in Edinburgh. Eine seiner ersten Arbeiten war, das neue Observatorium auf dem Blackford Hill in Edinburgh zu errichten.

## Astronomische Arbeiten am Dun Echt Observatory
Bereits 1870 organisierte James Lindsay eine Expedition nach Cádiz um die Totale Sonnenfinsternis im Dezember dieses Jahres zu beobachten. Dazu wurde auf dem Weingut Le Maria Luisa ein temporäres Observatorium und ein Dunkelraum eingerichtet.
1872 Beginn bau des Observatoriums und Instrumentierung durch David Gill und James Lindsay.
1874 Expedition nach Mauritius ans Royal Alfred Observatory um den Venustransit im Dezember zu beobachten, da die Sichtbarkeit von Europa aus ungünstig war. Gill schlug dazu vor die Ergebnisse der Deutschen Expedition, ebenfalls nach Mauritius, mit Hilfe der Triangulation zu kombinieren, um ein besseres Resultat zu erhalten.
Am Dun Echt Observatory wurde zu dieser Zeit viele astrophysikalischen Forschungen betrieben. Viele Beobachtungen der Spektren von Kometen, Sternen und Nebeln wurden erstellt. Die Beobachtungen wurden in den Dun Echt Circulars veröffentlicht. Die letzte dieser Ausgabe, Nr. 179, wurde am 29. Januar 1890 herausgegeben. Größere Publikationen waren die Dun Echt Observatory Publications, Volume I & II.

## Instrumente
- 8-1/2-Zoll-Meridiankreis von Troughton und Simms[5][4]
- 15-Zoll-Refraktor von Grubb mit Merz Glasprisma[5][4]
- 6-Zoll-Refraktor von Cooke[4]
- 12-Zoll-Spiegelteleskop (von Gill)[4]
- Heliometer mit einer Blende von 107 mm (4,2 Zoll) und einer Brennweite von 1,6 m (5,3 Zoll) von A. Repsold & Söhne, Hamburg.[7][4]

## Astronomen
Folgende Astronomen haben am Dun Echt Observatory gearbeitet:
- David Gill 1872–1876
- Ralph Copeland 1876–1892
- Jakob Gerhard Lohse 1877–1884
- Ludwig Becker 1885–1888